# Brenno (football)
Pour les articles homonymes, voir Brenno (homonymie).
Brenno Oliveira Fraga Costa dit Brenno, né le 1er avril 1999 à Sorocaba au Brésil, est un footballeur brésilien qui évolue au poste de gardien de but au Grêmio Porto Alegre.

## Biographie

### En club
Né à Sorocaba au Brésil, Brenno est formé par le Desportivo Brasil (en), où il évolue de 2013 à 2017. Il est ensuite prêté puis recruté définitivement par Grêmio. Il commence sa carrière professionnelle avec ce club. Il fait sa première apparition en professionnel lors d'une rencontre de Campeonato Gaúcho face au SC Internacional, le 17 mars 2019. Il est titularisé lors de cette rencontre remportée par son équipe sur le score de un but à zéro. Le 31 août 2018, Brenno prolonge son contrat avec Grêmio jusqu'en 2018.
Il fait sa première apparition en première division brésilienne le 30 mai 2021, face au Ceará SC. Il est titulaire et Grêmio s'incline ce jour-là (3-2). Le 5 mai 2021, Brenno prolonge son contrat jusqu'en 2024 avec Grêmio,. Il ne peut toutefois pas éviter la relégation à son équipe lors de cette saison 2021, Grêmio descendant pour la troisième fois de son histoire en deuxième division.
Lors de la saison 2022, Brenno participe à la promotion de Grêmio en première division, le club retrouvant l'élite seulement un an après l'avoir quittée.
Le 13 août 2023, Brenno prend la direction de l'Italie en s'engageant en faveur du SSC Bari sous la forme d'un prêt d'une saison avec option d'achat.

### En sélection
En juin 2021, il est sélectionné avec l'équipe du Brésil olympique afin de participer aux Jeux olympiques d'été de 2020, ayant lieu lors de l'été 2021,. Lors de cette compétition, il doit se contenter du banc des remplaçants. Le Brésil est sacré champion olympique en battant l'Espagne en finale.

## Palmarès

### En sélection nationale
Brésil olympique
- Jeux olympiques (1) :
  -  Or : 2020.